# Kanton Aubrac et Carladez
Aubrac et Carladez is een kanton van het Franse departement Aveyron. Het is op 22 maart 2015 gevormd, bij toepassing van het decreet van 21 februari 2014,  door de samenvoeging van de kantons Laguiole, Mur-de-Barrez, Saint-Amans-des-Cots, Saint-Chély-d'Aubrac en Sainte-Geneviève-sur-Argence. Het kanton maakt deel uit van het arrondissement Rodez.

## Gemeenten
Op 1 januari 2015 fuseerden Alpuech, Graissac, Lacalm, Sainte-Geneviève-sur-Argence, La Terrisse en Vitrac-en-Viadène tot de commune nouvelle Argences en Aubrac waardoor het aantal gemeenten in het kanton afnam van het oorspronkelijke 26 tot het huidige 21.
Het kanton Aubrac et Carladez omvat sindsdien de volgende gemeenten:
- Argences en Aubrac
- Brommat
- Campouriez
- Cantoin
- Cassuéjouls
- Condom-d'Aubrac
- Curières
- Florentin-la-Capelle
- Huparlac
- Lacroix-Barrez
- Laguiole
- Montézic
- Montpeyroux
- Mur-de-Barrez
- Murols
- Saint-Amans-des-Cots
- Saint-Chély-d'Aubrac
- Saint-Symphorien-de-Thénières
- Soulages-Bonneval
- Taussac
- Thérondels